# Lindsaea filipendula
Lindsaea filipendula är en ormbunkeart som först beskrevs av Resenst., och fick sitt nu gällande namn av Kramer. Lindsaea filipendula ingår i släktet Lindsaea och familjen Lindsaeaceae. Inga underarter finns listade.